# Julien Bryan

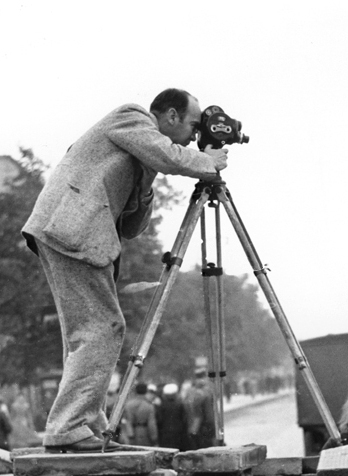
Julien Bryan in Warschau, September 1939

Julien Hequembourg Bryan (* 23. Mai 1899 in Titusville, Pennsylvania; † 20. Oktober 1974 in New York City, New York) war ein US-amerikanischer Dokumentarfilmer.

## Leben

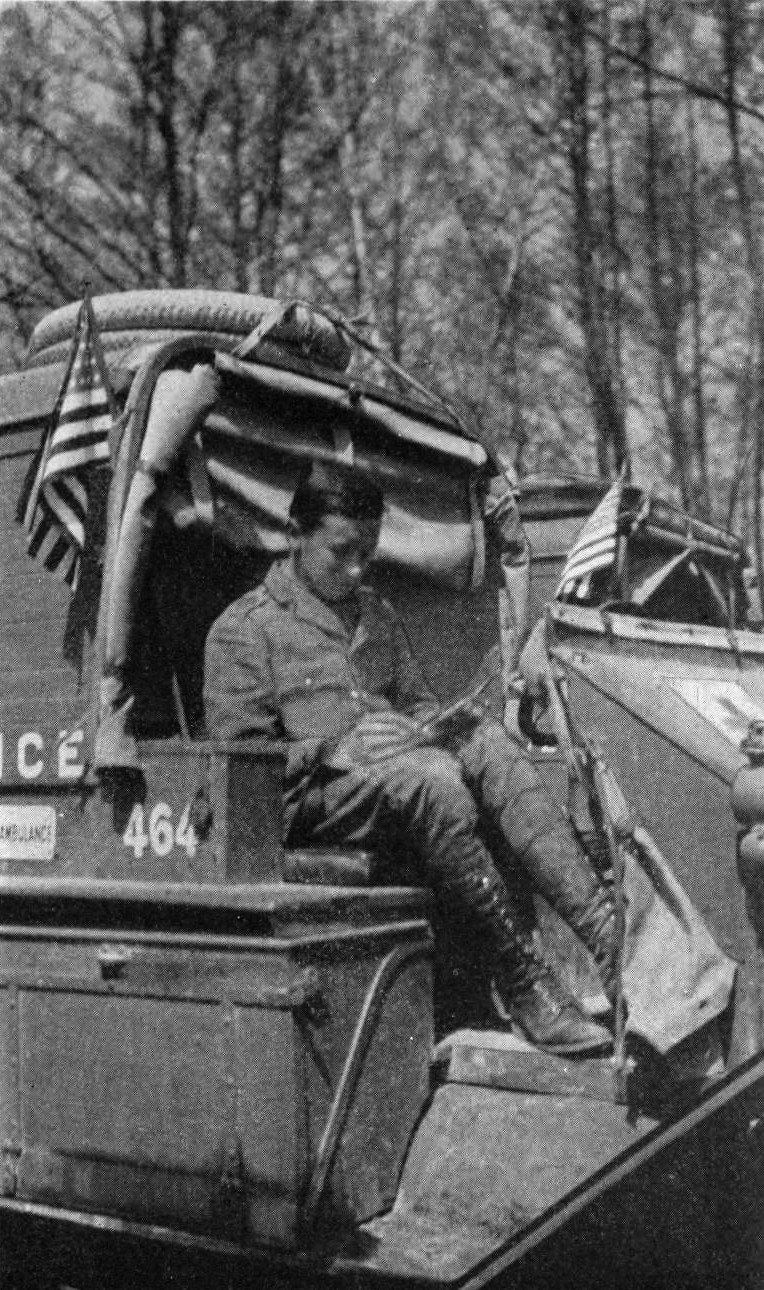
Julien Bryan als Sanitätsfreiwilliger in Frankreich, 1917

Nach seinem High-School-Abschluss meldete der aus einer evangelischen Familie stammende Bryan sich 1916, noch vor dem Eintritt der USA in den Ersten Weltkrieg, beim American Field Service (AFS), einer Organisation für junge Freiwillige im Sanitätsdienst. Er arbeitete ein halbes Jahr lag in Frankreich bei einer Krankentransporteinheit, die verwundete Soldaten von den Schlachtfeldern bei Verdun und in den Argonnen in Lazarette hinter der Front brachte. Seine Erlebnisse dort beschrieb Bryan in seinem 1918 erschienenen Buch Ambulance 464. Encore des Blessés. Nach seiner Rückkehr in die USA machte er einen Abschluss an der renommierten Princeton University und studierte anschließend am Union Theological Seminary in the City of New York, verwarf aber schließlich sein Vorhaben, Pastor zu werden. Im Jahr 1928 begann er eine Tätigkeit als Leiter der YMCA-Ortsgruppe von Brooklyn in New York. In dieser Zeit begann er, sich für Film und Fotografie zu interessieren. Bald schon arbeitete er regelmäßig für die Wochenschau „The March of Time“ und für Electric Research Products Inc., eine Produktionsfirma für filmische Lehrmittel, die später von der Encyclopedia Britannica Films übernommen wurde. Der russisch-amerikanische Auslandskorrespondent Maurice Hindus (1891–1969) nahm Bryan in den 1930er Jahren mehrmals als Kameramann mit auf seine Reisen in die Sowjetunion. Burton Holmes (1870–1958) machte Bryan mit der von ihm entwickelten Form öffentlicher Diavorträge („travelogues“) bekannt, bei der er zur Illustration seiner Reiseberichte eigene Filme und Fotografien zeigte. Bryan bereiste alle Kontinente und drehte dort Dokumentarfilme über die jeweiligen Gesellschaften und ihre Kulturen. Um Geld zu verdienen, unternahm Bryan Vortragsreisen durch die USA, auf denen er seine Filem zeigte. In den 1930er Jahren bereiste er mit Foto- und Filmkameras im Gepäck neben der Sowjetunion auch Finnland, Polen, Deutschland, die Schweiz und die Niederlande.
Die größte Bekanntheit erlangten seine Filme über das Alltagsleben im Deutschen Reich zur Zeit des Nationalsozialismus (siehe March of Time: Inside Nazi Germany), Polen und der Sowjetunion zwischen 1935 und 1939. Nach Beginn des Zweiten Weltkrieges produzierte er mehrere Filme über die Belagerung Warschaus durch die Wehrmacht im September 1939. Er gilt als einziger ausländischer Journalist, der sich damals in der polnischen Hauptstadt aufhielt. Über den Polnischen Rundfunk wandte er sich mit einem Appell an den US-amerikanischen Präsidenten Franklin Delano Roosevelt, der Zivilbevölkerung Warschaus, die unter den Luftangriffen der Deutschen litt, zu helfen. Sein Dokumentarfilm  Siege (1940) wurde für den Oscar in der Kategorie „Bester Kurzfilm“ nominiert und 2006 als „einzigartiges, erschütterndes Dokument der grausamen Brutalität des Krieges“ in das National Film Registry aufgenommen.